# 梁山泊 (CS番組)
梁山泊（りょうざんぱく）とは、スペースシャワーTVで1999年4月より2003年3月まで放送した、音楽クイズ番組である。スペースシャワーTVとスタジオアルタとの合同製作で、新宿アルタで公開収録し、アルタビジョンで見ることができた。

## 放送時間
- 1999年4月より2000年3月まで、15分番組
- 2000年4月より2003年3月まで、30分番組

## 出演者
- 首領（司会） - いとうせいこう
- 小娘（アシスタント）
  - 初代 - 佐藤江梨子（1999年4月 - 2001年3月）
  - 2代目 - 乙葉（2001年4月 - 2003年3月） ただし2001年4月は、スタジオの収録に出演せず
- 軍師（問題読み上げ係）
  - 高戸靖広（1999年4月 - 2000年3月）声の出演
  - 珍高戸（操り人形、声: 高戸靖広）（2000年4月 - 2003年3月）
- 女軍師、ヒント軍師（てるてる坊主状の操り人形） - ミス李（リー）
- 小者（雑用係）
- 豪傑（解答者）

なお、観客は、会場の民と呼ばれた。

## 内容
1ヶ月（4週）通しの音楽クイズ番組である。その月内の解答者は同じで、さまざまなジャンルのアーティストが3組出演した（アーティストは、「～殿」と呼ばれた）。
オープニングでは、首領と小娘が頭を下げながら丸めた右手と伸ばした左手をくっつける中国式挨拶をした後、「このままでは民が滅ぶ…」という首領のキャッチフレーズで開始された。
得点は「知力」と呼ばれ、パネル（後述）に問題数とあわせて「知力6×3」など書かれた。
賞品は、フェルナンデスのギター・ZO-3、アルタ近傍にある中華料理店の食事券、宝石、サクマいちごみるく1年分、首領が命名する「栄えある星の名前（短冊に書く）」と、香港旅行（会場の民と、豪傑の2つある）、アルタ特製カレー、ささら、スカ（はずれ）のいずれかを選択するゲームの挑戦権である。
なお星の名前は、次月より解答者席後方のセットに張り出される。
エンディングでは、銅鑼が鳴って首領が「何事だ?」と言い、小娘が「敵襲です!」と言ったのを受け、首領が「何?敵襲だと?おのれ、クイズなどやっている場合ではない、このままでは、民が滅ぶ」と言ってオープニング同様に中国式挨拶で締めくくられた。
なお、2002 FIFAワールドカップの開催期間中のみサッカー関係の問題のみが出題され、エンディングの銅鑼の声が怒号に、小娘の声も「フーリガンです!」となっていた。

### 問題の出し方
- 1999年～2000年3月は、100万円クイズハンターと同様に、テーマ（出題）別パネルがあり、はじめは首領が選ぶが、以降は、正解したチームがパネルを選択する。
- 2000年4月以降、はじめに、解答者の紹介を兼ねるパーソナルクイズ（解答者にちなんだ二択問題）を5問出題する。
- 2問目以降は2000年4月のみ、3ないし5項目のパネルを毎週選んで出題していたが、2000年5月から、出題する順番が決まった。
- 最終問題は、得点ベット（賭け）問題であった。正解すると賭けた得点が倍になるが、不正解だと賭けた得点が没収された。
- 解答の方法は、フリップ、早押し、順番を決めてする解答（例: パネル選択問題）であった。

### 主なクイズ
- イントロクイズ
  - 主に、解答者の好きな曲と、テーマに関するイントロ問題。
  - 最終週の「テレソン（テレビソング）」は、他の解答者から知力を横取りする問題である。
- 顔が寿司
  - アナグラムの問題（マジカル頭脳パワー!!のシャッフルクイズと同じ）。ちなみに、「顔が寿司」を並べ替えると、スガシカオになる。
- パネル選択問題
  - 事前に、会場の観客（民）にアンケートをとり、回答が多かった上位20のパネルを選ぶ。知力は、民が回答した人数。
- 小娘問題
  - 佐藤江梨子のときは、佐藤江梨子が踊るダンスをみて何の曲かを当てるクイズがあった。
  - 乙葉のときは、各チームが題を選び、乙葉が書くイラストを見て、曲名を当てる。描画および解答する時間の制限があったため問題数は不定である。
  - 題がビートルズのときに書いたヘルプミー（答えは「ヘルプ!」）のイラストをTシャツにし（非売品）、2002年4月以降の優勝賞品や、視聴者のプレゼントにしたことがあった。
  - また、ある曲の朗読（和訳した英語の詞）をし、何の曲かを当てることもあった。
- イラスト問題
  - 解答者が好きなアニメ･漫画のキャラクターを書く問題。首領の判断により部分点があった。磔の刑（ひどい、面白いなどの理由により、首領が気に入った絵をセットに張り出して、笑い種にすること）が恒例だった。
- 穴あき問題
  - ミュージックビデオを答える問題。時間の経過とともに穴が増える。
- シルエットロマンス
  - あるアーティストのレコードジャケットの特徴的な部分をシルエット（影）化した画像を見て、それが誰かを当てる問題。
- VTRアンケートクイズ
  - クイズ100人に聞きました同様に、街の人に解答者全員の写真を見せてアンケートを行い、1位と2位の解答者を当てる問題。
  - 「幼稚園児に聞いた、先生になってほしくないのは?」や「オカマバーで聞いた、オカマに向いていそうなのは誰?」「主婦に聞いた、出演者で抱かれてもいい人は?」[1]などがあった。